# پیرانبار
پیرانبار، روستایی از توابع بخش مرکزی شهرستان کبودرآهنگ در استان همدان ایران است.
وسعت این روستا براساس تخمین ماهواره‌ای در حدود 248,840 مترمربع است.

## موقعیت جغرافیایی
این روستا در 20 کیلومتری غرب شهرستان کبودرآهنگ قرار دارد. همسایگان این روستا از شمال روستاهای قراگل و مبارک‌آباد، از غرب روستای قرخ‌بلاغ ، از شرق روستای حصار قوجه ‌باغی، از جنوب روستای جیغی و دولی است.

## جاذبه های طبیعی و گردشگری
از جاذبه‌های منحصربفرد این روستا، تپه پیرانبار مربوط به دوره اشکانیان است.همچنین دریاچه‌ای مصنوعی نیز در یک کیلومتری این روستا وجود دارد که در فصول بهار و تابستان پذیرای مهمانان از مناطق اطرف می‌باشد.
علاوه بر موارد ذکر شده، این روستا دارای امامزاده‌ای از نوادگان حضرت زینب کبری نیز می‌باشد که بسیار مورد توجه و عنایت اهالی است.

## ویژگی‌های قومی
زبان اهالی این روستا، ترکی آذربایجانی است. دین اهالی این روستا اسلام و مذهب آن‌ها شیعه دوازده امامی است.

## جمعیت
این روستا در دهستان سرداران قرار دارد و براساس سرشماری مرکز آمار ایران در سال ۱۳۹۵، جمعیت آن ۷۴۸ نفر (۲۱۹خانوار) بوده‌است.